# Pseudocanthon sylvaticus
Pseudocanthon sylvaticus là một loài bọ cánh cứng trong họ Bọ hung (Scarabaeidae).